# Salzberg (Berchtesgaden)
Salzberg ist eine Gemarkung im Markt Berchtesgaden im oberbayerischen Landkreis Berchtesgadener Land. Bis zum 31. Dezember 1971 bestand die Gemeinde Salzberg.
Zugleich bezeichnet Salzberg auch den auf rund 1000 Meter Höhe ansteigenden Bergrücken bzw. Vorberg des Kehlsteins, auf dem sich zwei Gnotschaften verteilen, die seit 1972 Gemeindeteile von Berchtesgaden sind.

## Gemarkung

### Lage und Gliederung

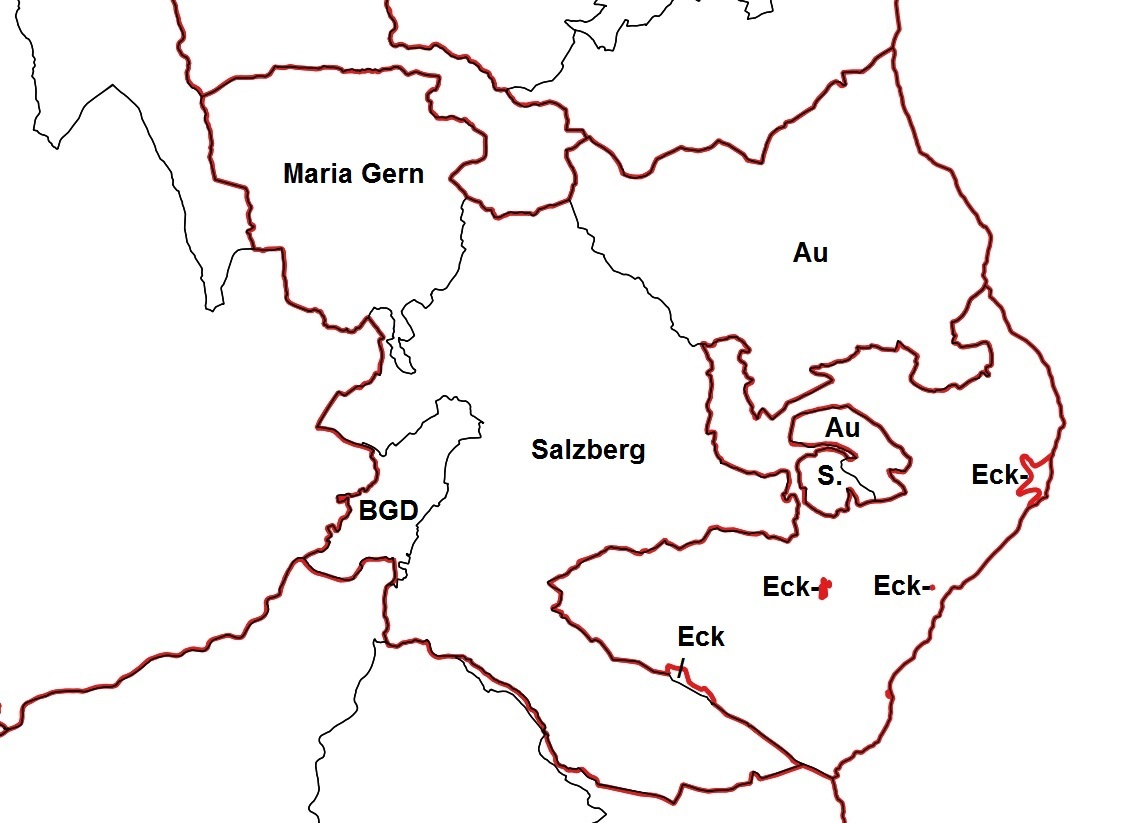
Gemarkungen in Berchtesgaden mit der Gemarkung Salzberg

Die Gemarkung Salzberg (Kennziffer: 099964) hat eine Fläche von etwa 1683,23 Hektar. Sie liegt vollständig auf dem Gemeindegebiet des Marktes Berchtesgaden.
Die Gemarkung Salzberg grenzt im Norden an die Gemarkung Schellenberger Forst, im Osten an die Gemarkungen Au und Eck, im Süden an die Gemarkungen Forst Königssee und Königssee und im Westen an die Gemarkungen Schönau, Berchtesgaden, Bischofswiesen und Maria Gern.
Auf ihr liegen sechs Gnotschaften, die zum Zeitpunkt der Volkszählung vom 25. Mai 1987 zusammengenommen 1988 Einwohner hatten (in Klammern die Einwohnerzahlen im Einzelnen).
- Anzenbach (123)
- Metzenleiten (174)
- Mitterbach (681)
- Obersalzberg (267)
- Untersalzberg I (503)
- Untersalzberg II (240)

### Geschichte

#### Gnotschaft Berg

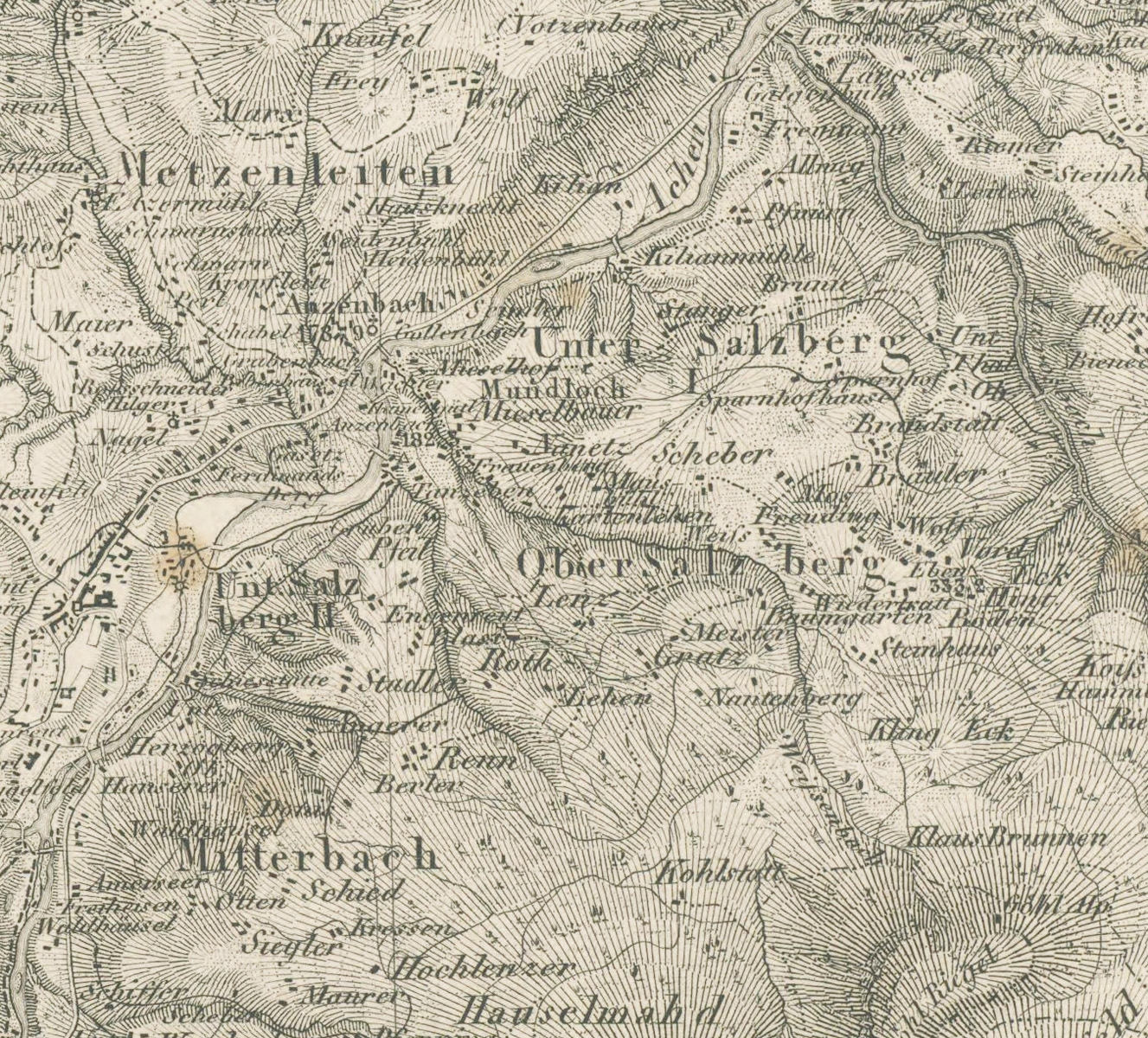
Die Gnotschaftsbezirke von Salzberg auf einer Karte von 1826

Im Zuge des 1377 ausgestellten Landbriefs von Propst Ulrich Wulp wurde Pherg bzw. Berg (ab 1818: „Salzberg“) mit den bis 1817 namenlosen sechs „Gnotschaftsbezirken“ Anzenbach, Metzenleiten, Mitterbach, Obersalzberg, Untersalzberg I und Untersalzberg II vermutlich schon ab Ende des 14. Jahrhunderts zu einer der acht „Urgnotschaften“ des Berchtesgadener Landes. Die Gebietsfläche des Berchtesgadener Landes entsprach ab 1155 dem Kernland des Klosterstifts Berchtesgaden, das 1380 zur Reichsprälatur Berchtesgaden und 1559 zur reichsunmittelbaren Fürstpropstei Berchtesgaden erhoben worden war. Erste schriftliche Erwähnung als Gnotschaft findet Berg im ersten Steuerbuch des Berchtesgadener Landes von 1456.
Bereits ab 1190 wurde im Pherg am Golmbach (Untersalzberg II) nach Salz gegraben und 1517 mit dem Anschlagen des „Petersberg-Stollen“ das Salzbergwerk Berchtesgaden durch Fürstpropst Gregor Rainer begründet.

→ Siehe zu diesen Absätzen auch den Abschnitt: Geschichte in Fürstpropstei Berchtesgaden
Nach der Säkularisation von 1803 verlor das Berchtesgadener Land seine politische Eigenständigkeit als Fürstpropstei, darauf folgten kurz hintereinander drei Herrschaftswechsel. 1810 wurde das Berchtesgadener Land schließlich dem Königreich Bayern angegliedert, und aus Berg eine Gemeinde, die erstmals in einer namentlichen Auflistung ihrer Gemeindevorsteher und Bürgermeister von 1818 als Gemeinde „Salzberg“ bezeichnet wird. Die bisherigen Gnotschaftsbezirke werden seither bis zum heutigen Tag als „Gnotschaften“ bezeichnet. Die Gnotschaften Anzenbach und Metzenleiten waren 1817 für ein Jahr Ortsteile der Gemeinde Gern und ab 1818 wieder mit Salzberg verbunden.

→ Siehe zu diesem Absatz auch den Abschnitt: Nach der Säkularisation in Fürstpropstei Berchtesgaden

#### Gemeinde Salzberg

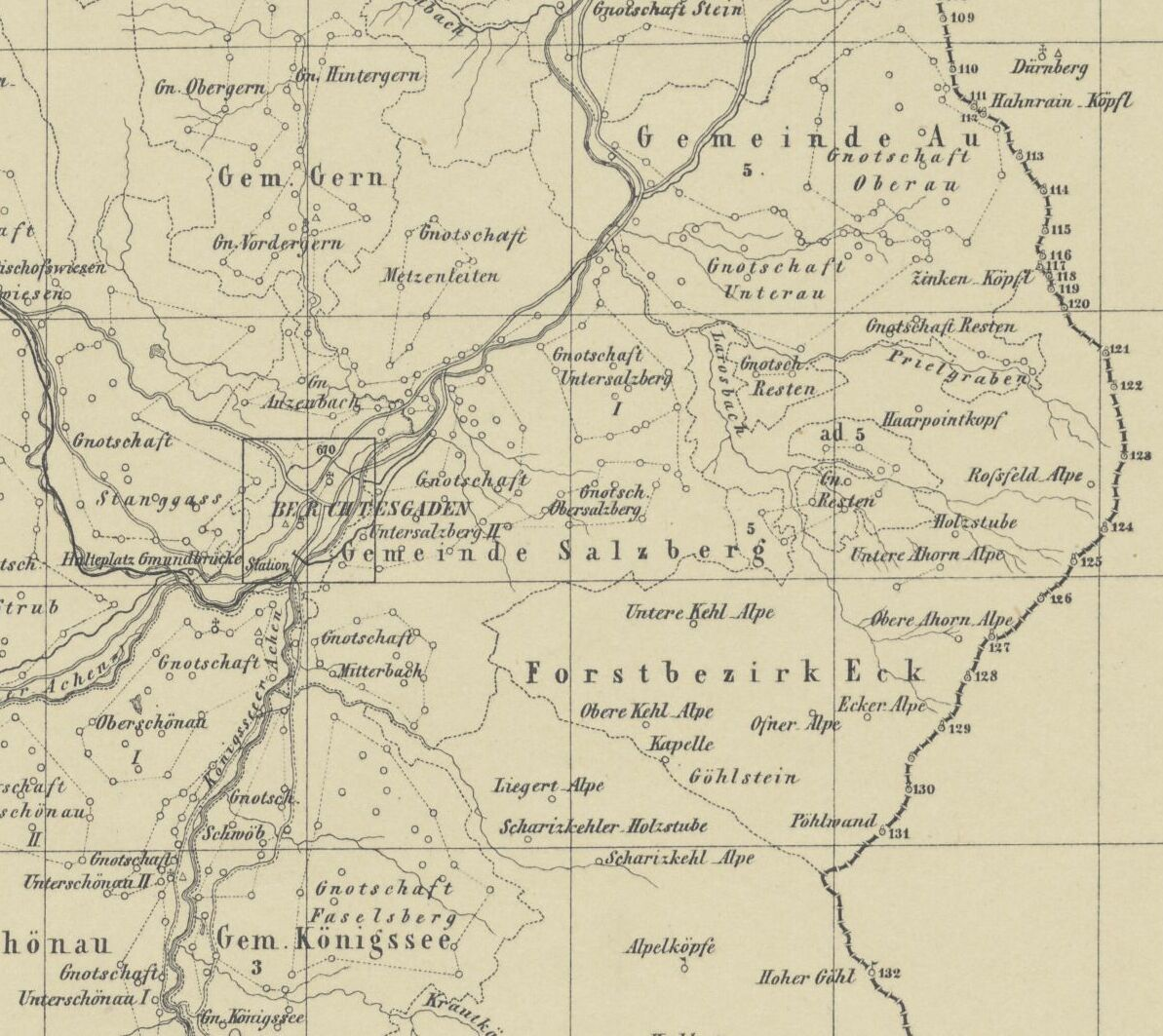
Grenzen der ehemaligen Gemeinde Salzberg (Kartenausschnitt von 1896)

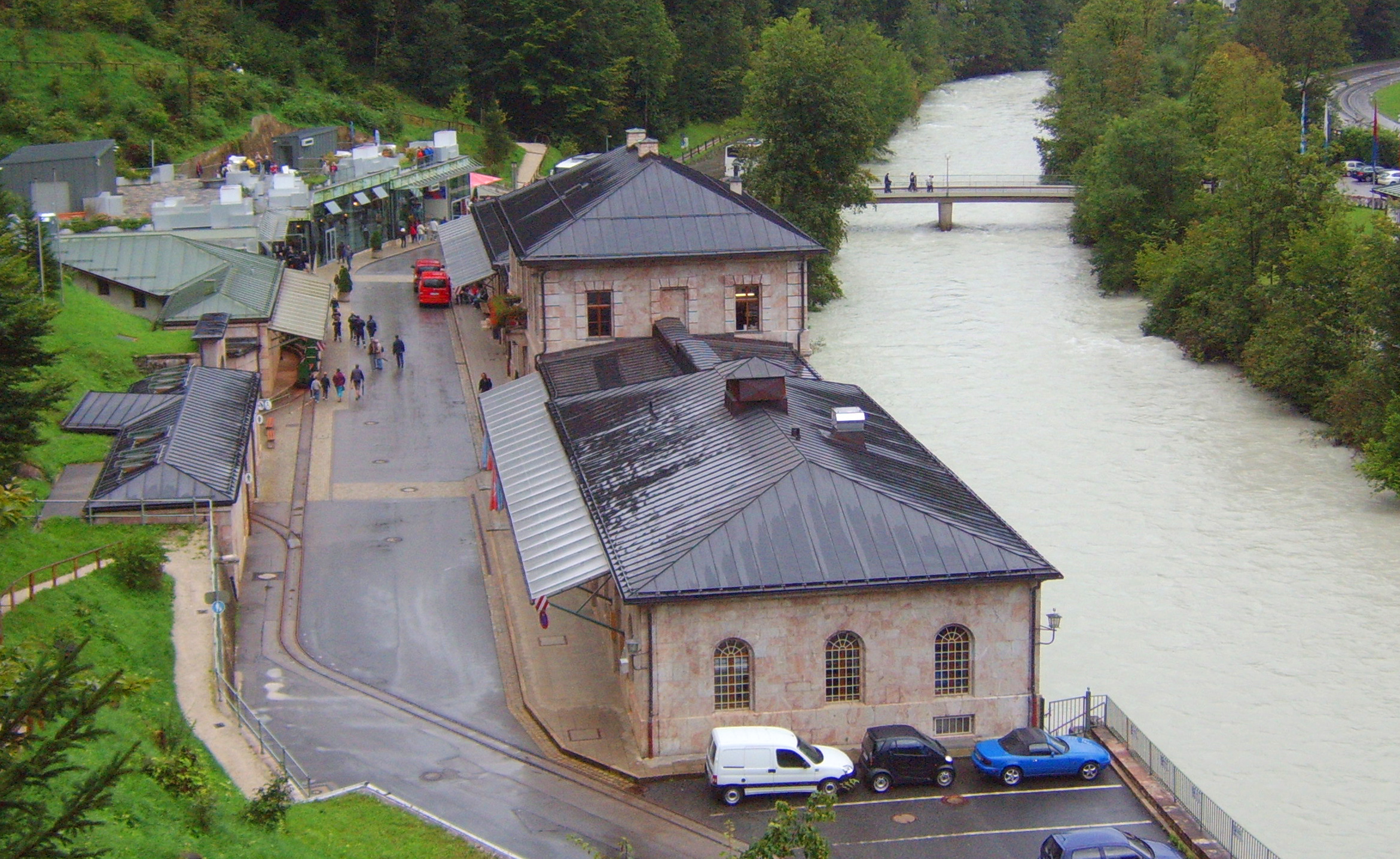
Das Salzbergwerk Berchtesgaden

Am 1. Januar 1887 trat die Gemeinde Salzberg an Berchtesgaden 16 Häuser ab, darunter das Schloss Adelsheim.
Wiewohl oder gerade weil die beiden damals noch getrennten Gemeindegebiete weitläufig miteinander verzahnt waren und sich die Gemeindegrenze ab der Gnotschaft Mitterbach und den Gerer Bach entlang in einem weiten Bogen von Südosten Richtung Norden bis zur Hilgerkapelle um den alten Marktkern Berchtesgaden zog, gab es zwischen dem Markt Berchtesgaden und der Gemeinde Salzberg seit dem 19. Jahrhundert Spannungen. Diese Spannungen boten unter anderem noch Ende der 1920er hiesigen Jugendlichen immer wieder den Vorwand, sich als „Markterer“ und die „Salzberger“ gegenseitig zu schlagen.
Bereits während der NS-Zeit sollte Salzberg im Zuge der Errichtung des „Führersperrgebiets“ in der Gnotschaft Obersalzberg in eine dann „Große Marktgemeinde Berchtesgaden“ eingemeindet werden, was jedoch bis Kriegsende nicht vollzogen wurde. Als nach der Befreiung vom Nationalsozialismus die amerikanische Besatzungsmacht an den Plänen der Eingemeindung festhalten und für Salzberg keinen eigenen Bürgermeister aufstellen wollte, wurde dies von der Bevölkerung in einem Schreiben vom 12. Mai 1945 an den Landrat Jacob u. a. mit dem Verweis auf die nationalsozialistischen Wurzeln dieser Bestrebung und der wirtschaftlichen Eigenständigkeit heftig abgelehnt und erfolgreich abgewehrt.
Eingebettet in diese spannungsreiche Gemengelage erläutert Hellmut Schöner auch: „Gemeindeverwaltung und Schule waren eine Enklave inmitten von Berchtesgaden“, d. h. die Gebäude der Salzberger Gemeindeverwaltung befanden sich nicht in Salzberg, sondern auf dem Gemeindegebiet von Berchtesgaden (bis 1954 zusammen mit der Salzberger Volksschule).
Die Gemeinde Salzberg umfasste die unter Lage und Gliederung genannten Gnotschaften bzw. Ortsteile und hatte im Jahr 1964 eine Fläche von 1381,87 Hektar, die damit noch um gut 300 Hektar kleiner war als die dann um den Anteil am Forst Königssee erweiterte Gemarkung.

##### Wappen
| Wappen von Salzberg | Blasonierung: „Im blauen Feld die Figur des hl. Rupertus im bischöflichen Ornat, rotem Gewand mit silbernen (weißen) Unterkleid, roter Mitra und goldenem (gelbem) Nimbus, in der rechten Hand der goldene (gelbe) Bischofsstab, in der Linken ein goldenes (gelbes) Buch haltend, worauf eine silberne (weiße) Salzkufe ruht.“ |
| Wappen von Salzberg | Wappenbegründung: Salzberg führte von 1925 bis 1972 ein eigenes Wappen. Nach einem Entwurf von Otto Hupp zeigt es Rupert von Salzburg, der auch als Schutzheiliger des Salzwesens gilt. |

##### Gemeindevorsteher/Bürgermeister
Gemeindevorsteher
- 1818–1821 Wolfgang Graßl (Anzenbach)
- 1821–1824 Josef Angerer (k. A.)
- 1824–1842 Wolfgang Graßl (Anzenbach)
- 1842–1848 Johann Angerer (k. A.)
- 1848–1854 Erasmus Hasenknopf (Weinfeld)
- 1854–1857 Georg Pfnür (k. A.)
- 1857–1860 Anton Gschoßmann (Miesl)
- 1860–1866 Thomas Hochbichler (Lenzer)
- 1866–1870 Sebastian Pfnür (k. A.)

Bürgermeister
- 1870–1879 Andreas Lochner (Engerei)
- 1879–1881 Anton Stocker (Kropfleiten)
- 1882–1887 Sebastian Pfnür (Anötzlehen)
- 1888–1893 Josef Hölzl (Tanzeben)
- 1894–1905 Georg Hölzl (Hintereck)
- 1906–1919 Michael Rasp (Oberkilian)
- 1919–1933 Franz Brandner (Oberwembach)
- 1933–1945 Georg Semmler (Haus Sonnwend)
- 1945–1952 Josef Hallinger (Maurerlehen)
- 1952–1971 Anton Brandner (Haus Bergwald)

##### In Salzberg geboren
- Karl-Otto Ambronn (* 1939), Archivar und Heimatforscher
- Franz Fegg (1954–2016), Fußballspieler und -trainer
- Hartmut Graßl (* 1940), Klimaforscher
- Martin Güll (* 1953), Politiker (SPD), von 2008 bis 2018 Abgeordneter des Bayerischen Landtags
- Ernst Hallinger (1905–1977), war ein österreichischer Politiker deutscher Herkunft und Mitglied der Sozialdemokratischen Partei Österreichs (SPÖ)
- Peter Öttl (* 1965), deutscher Motorradrennfahrer
- Robert C. Rore (* 1954), Maler und Zeichner.
- Christa Schmuck (1944), Rennrodlerin
- Alf Schuler (* 1945), Künstler (Bildhauerei, Objekte, Wandstücke, Bodenarbeiten, Zeichnungen, minimalistische Formen)
- Thomas Schwab (* 1962), Rennrodler und Bundestrainer der Rennrodler
- Bartholomäus „Bartl“ Wimmer (* 1960), Mitbegründer der Synlab-Gruppe, Regionalpolitiker Bündnis 90/Die Grünen

#### Seit der Eingemeindung nach Berchtesgaden
Im Zuge der Gebietsreform in Bayern wurde die Gemeinde Salzberg zum Jahresende 1971 aufgelöst und in den Markt Berchtesgaden eingegliedert.
Am 1. Januar 1984 wurde das gemeindefreie Gebiet Forst Königssee aufgelöst, und ein kleinerer Teil mit einer Fläche von 309,19 Hektar kam zur Gemarkung Salzberg. Der große Rest mit 4574,69 Hektar kam als eigene Gemarkung zur Gemeinde Schönau am Königssee.
Das unterirdische Rohrsystem, in dem der in Obersalzberg entspringende Gollenbach an der so genannten „Gollenbachbrücke“ in die Berchtesgadener Ache mündet, musste 2014 nach einer durch Hochwasser bedingten Verstopfung der Anlage im Juni 2013 neu gebaut werden.

### Einrichtungen/Bauwerke

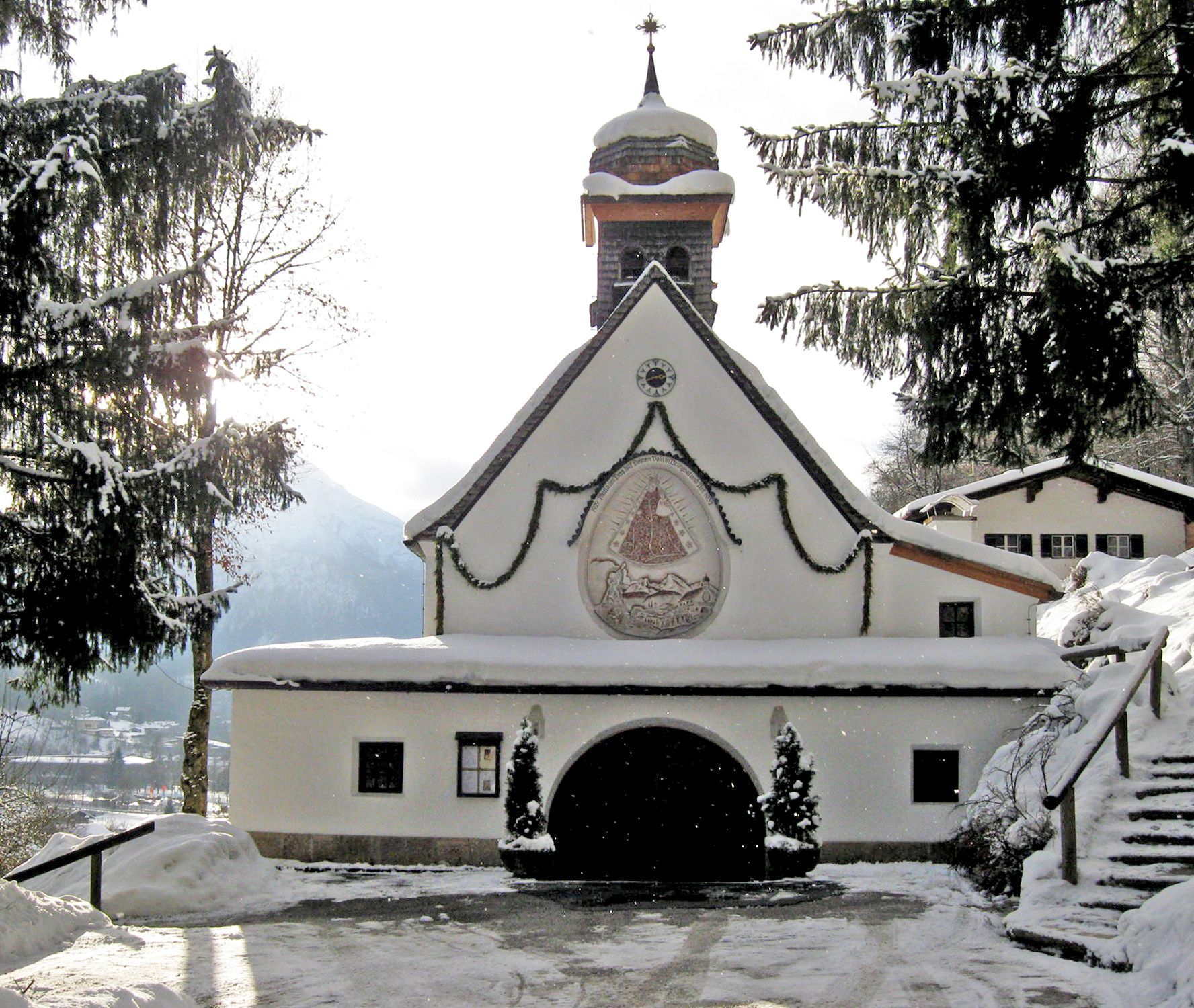
Maria am Berg

- Mit der Zugehörigkeit zu Bayern ab 1810 wurden im Rahmen des bereits seit 1802 in Bayern bestehenden Schulzwangs für die Kinder der Salinenarbeiter am 16. November 1811 spezielle Salinenschulen errichtet.[26] Bis 1906 besuchten die Salzberger Kinder die Schule im Markt Berchtesgaden (Haus Nr. 103, das ehemalige Mautgebäude in der Nähe des Neuhausbogens).[27] 1906 wurde dann an der Schießstättstraße eine eigene Volksschule für die Kinder aus Salzberg erbaut, deren Räumlichkeiten jedoch bereits von 1942 bis 1984 im Rahmen einer Kooperationsvereinbarung erneut gemeinsam mit der Berchtesgadener Marktschule genutzt wurden. In der einstigen „Volksschule Salzberg“ ist jetzt ein Kindergarten untergebracht.[28][29]
- 1903 wurde in der Salzberger Gnotschaft Anzenbach ein „Distriktkrankenhaus“ eröffnet, das 1919 in „Bezirkskrankenhaus“ umbenannt und 1962 mit einem Neubau als „Kreiskrankenhaus Berchtesgaden“ eingeweiht wurde. Nach der Eingemeindung erneut saniert, firmiert dieses Krankenhaus heute als Teil des Verbundes Kliniken Südostbayern unter dem Namen „Kreisklinik Berchtesgaden“. Dem Standort dieses Krankenhauses ist es zu verdanken, das Salzberg bis zu seiner Eingemeindung zum standesamtlich beurkundeten Geburtsort der meisten Einwohner des Berchtesgadener Talkessels wurde.[30]
- In den Jahren 1929 bis 1932 errichtete Franz Brandner in Metzenleiten unweit seiner 1921 eröffneten Jugendherberge Seimler auf eigene Kosten und mit Hilfe von Verwandten die kleine Kirche Maria am Berg auf einem Hang des Kiliansberges.[31]

## Berg

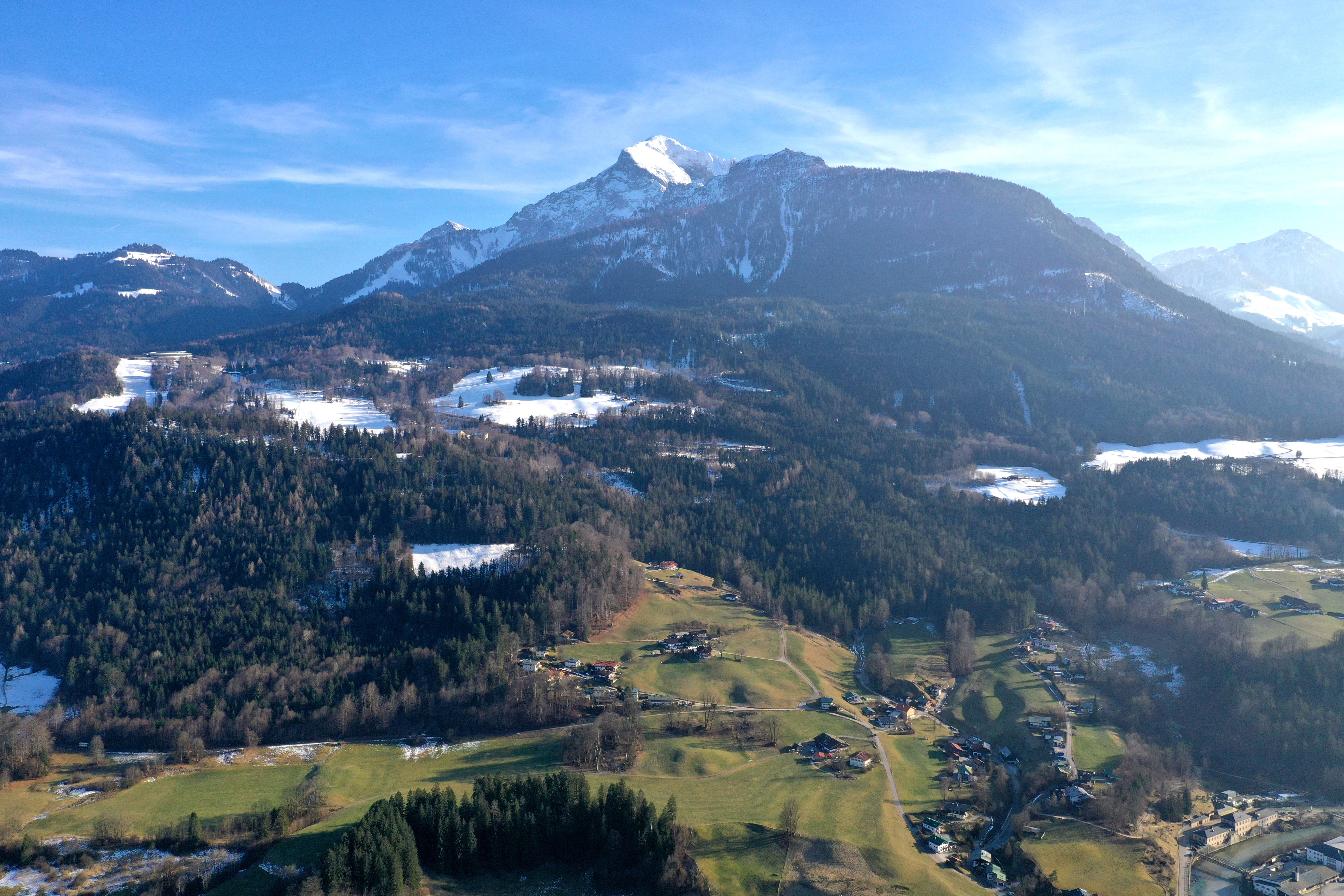
Bildmitte ganz oben: Hoher Göll und rechts davon Kehlstein mit Kehlsteinhaus; unterhalb davon Bildmitte links: Der Salzberg mit Obersalzberg im oberen Schneefeld mit Kempinski Hotel und rechts davon die Dokumentation Obersalzberg, Bildecke unten rechts: Untersalzberg II mit Salzbergwerk

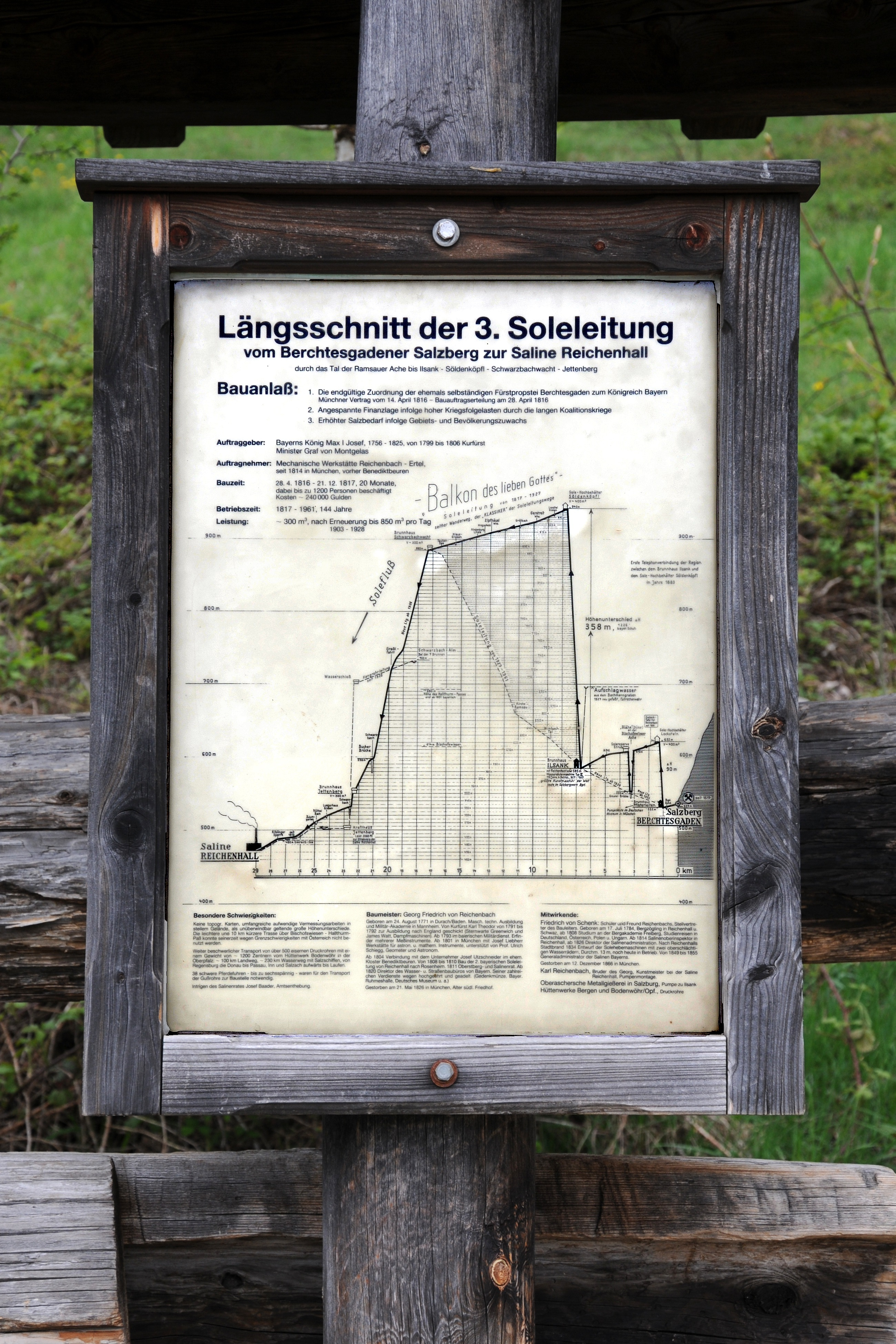
Schematischer Plan der 3. Soleleitung vom „Berchtesgadener Salzberg“ zur Saline Bad Reichenhall

### Lage
Zum Salzberg als „Bergrücken“ sind nur wenige Fakten belegt, wie seine Höhe von etwa 1000 m und dass er als Vorberg des Kehlsteins wiederum ein Nebengipfel des Göllmassivs am Ostrand der Berchtesgadener Alpen ist.
Weitere bzw. exaktere Angaben u. a. zu seiner Geomorphologie fehlen hingegen bislang. Darüber hinaus ist derzeit nur noch nachzuweisen, dass sich auf dem Salzberg von den sechs oben aufgeführten Gnotschaften lediglich die „Ansiedlungen Unter- und Obersalzberg“ verteilt haben – die Bezeichnung dieser Ansiedlungen aber nicht mit gleichnamigen Erhebungen bzw. Gipfeln des Salzbergs gleichzusetzen sind. So zitiert auch Wolf-Armin von Reitzenstein in seinem Lexikon bayerischer Ortsnamen (2006) einzig unter dem Stichwort Obersalzberg ein geographisches Lexikon von 1832, worin es heißt: „Salzberg, Name jener Gegend im Ldg. Berchtesgaden, rechts der Achen, welche auf dem Berge gleiches Namens, den dieser von seinen Eingeweiden hat, sich ausbreitet, eine Gemeinde bildet und mehrere Einöden enthält, welche in Ober- und Unter-Salzberg abgetheilt sind.“ Stichworte zu „Untersalzberg“ und „Salzberg“ auch nur mit Verweisen nach „Obersalzberg“ werden in diesem Lexikon bayerischer Ortsnamen nicht angezeigt.
Am Soleleitungsweg oberhalb von Ramsau bei Berchtesgaden ist auf einem schematischen Plan der dritten Soleleitung (Betriebszeit: 1817–1961) der „Berchtesgadener Salzberg“ als Ausgangspunkt für ihren Weg bis zur Saline in Bad Reichenhall verzeichnet (siehe dazu auch die untere Abbildung rechts).

### Geologie
Die Ausbildung des Schellenberger Mittelgebirges wurde durch das Fehlen des überlagernden Dachsteinkalkes beeinflusst. Während im Westteil dieses Naturraumes der Untergrund durch Ramsaudolomit aufgebaut ist, dominieren im Mittel- und Ostteil triassische und jurassische Gesteine der Hallstätter Brekzie. Dort bildete sich dann auch der Salzberg mit seinen Einlagerungen permoskythischer Salzgesteine. Die kuppigen Gesteine sind großflächig glazial überformt und mit Moränenmaterial bedeckt.

### Salzbergrennen
Vor den benachbarten bzw. höher gelegenen Roßfeldrennen von 1958 bis 1973 sowie 1977 gab es schon zwischen 1925 und 1928 die „Salzbergrennen“, bei denen u. a. 1928 Hans Stuck gegen Rudolf Caracciola angetreten war.
Veranstaltet wurden die Salzbergrennen vom 1925 gegründeten Motorsport-Club Berchtesgaden. Die Rennstrecke startete in Berchtesgaden an der Schiessstättbrücke und hatte bis Obersalzberg eine Länge von 3,5 Kilometer.
Schnellste Zeiten des Salzbergrennens (Angaben der Liste folgt der Quellenschreibweise)
1925
- Kraftwagen: Hans Kolb, München, Bugatti, 4:10,2 min.
- Krafträder: Eugen Bussinger, München, A.J.S., 4:23 min.
- Beiwagenmaschinen: M. Aumüller, München, Viktoria, 4:46,2 min.

1926
- Kraftwagen: Erwin Kleyer (Sohn von Heinrich Kleyer), Frankfurt a. M., Adler, 4:31,2 min.
- Krafträder: Edi Linser, Innsbruck, Sunbeam, 3:44,4 min.
- Beiwagenmaschinen: Eugen Bussinger, München, A.J.S., 4:30,4  min.

1927
- Kraftwagen: Hans Stuck, Gut Sterz in Wolfratshausen, Austro-Daimler, 4:05,6 min.
- Krafträder: Edi Linser, Innsbruck, Sunbeam, 3:42 min.
- Beiwagenmaschinen: Alois Drax, München, Harley-Davidson, 4:30,2 min.

1928
- Kraftwagen: Hans Stuck, Gut Sterz in Wolfratshausen, Austro-Daimler, 3:24,2 min.
- Krafträder: Edi Linser, Innsbruck, Sunbeam, 3:33,1 min.
- Beiwagenmaschinen: Josef Nemetz, München, Harley-Davidson, 4:19,3 min.

1929 wurde anstelle des Salzbergrennens am 31. August und am 1. September eine Geländeprüfungs- und Geschicklichkeitsfahrt „Rund um das Lattengebirge“ veranstaltet.